# Trình Tiềm
Trình Tiềm (chữ Hán: 程潛; 1882–1968) là một nhà cách mạng, tướng lĩnh quân phiệt và chính khách trong lịch sử Trung Quốc.

## Tiểu sử

### Tham gia cách mạng
Sau khi hoàn tất việc tại một trường tư thục và thi đỗ vào năm 1889, Trình đến Nhạc Lộc thư viện tại Trường Sa. Tại đây ông bắt đầu tìm hiểu được tình hình chính trị đương thời và quyết định bỏ văn học võ. Năm 1903, khi 21 tuổi, ông được nhận vào trường quân sự Hồ Nam. Không lâu sau, năm 1904, ông du học Nhật Bản, rồi gặp Hoàng Hưng và Tống Giáo Nhân, các lãnh tụ Quốc dân đảng tương lai, và trở nên hứng thú với lý tưởng của họ; do đó năm 1905, Trình gia nhập Đồng minh hội của Tôn Dật Tiên, quyết lật đổ nhà Thanh và hiện đại hóa nước Trung Hoa.
Tốt nghiệp năm 1908, Trình trở về Trung Hoa, được giao nhiệm vụ huấn luyện Tân quân tại Tứ Xuyên. Sau khi Cách mạng Tân Hợi nổ ra, Trình tham gia Khởi nghĩa Vũ Xương; rồi tham gia Trận Trường Sa ngay sau đó.

### Quân phiệt Hồ Nam
Trung Hoa Dân Quốc thành lập, Trình được bổ nhiệm làm Đốc quân Hồ Nam. Tuy nhiên, khi Viên Thế Khải âm mưu thao túng Dân Quốc, Trình định khởi nghĩa nhưng thất bại, phải chạy sang Nhật Bản, rồi gia nhập Quốc dân đảng và vào học tại Đại học Waseda.
Không lâu sau, Viên Thế Khải khôi phục đế chế, dẫn đến Chiến tranh Hộ quốc; Trình trở về Hồ Nam tham gia lực lượng khởi nghĩa của Thái Ngạc. Trong phong trào Hộ pháp, ông được bổ nhiệm làm tư lệnh quân đội Trường Sa, rồi Thứ trưởng Chiến tranh trong Chính phủ Quảng Châu của Tôn Dật Tiên. Ông được cử huấn luyện quân đội tại Quảng Châu, rồi tham gia Chiến tranh Bắc phạt. Từ năm 1925-1927, ông là Tư lệnh Quân đoàn 6, và trong một thời gian ngắn giữ chức Chủ tịch Chính phủ tỉnh Hồ Nam năm 1928. Năm 1926, ông cũng được bầu làm ủy viên Ban Chấp hành Trung ương Quốc dân đảng.

### Phục vụ Chính phủ Quốc dân đảng
Trong những năm sau, Trình giữ một vài chức vụ khác nhau, bao gồm Tổng tham mưu trưởng từ năm 1935-1937. Khi Chiến tranh Trung-Nhật bắt đầu, Trình Tiềm được bổ nhiệm Tổng tư lệnh Quân khu 1 vào tháng 7 năm 1937, kiêm nhiệm Chủ tịch Chính phủ tỉnh Hà Nam từ năm 1937-1939. Trình Tiềm được triệu hồi về Quân khu 1 vào năm 1938 để giữ chức Chủ nhiệm Tổng hành dinh của Tưởng Giới Thạch tới năm 1940. Từ năm 1940-1944, ông là Phó tổng tham mưu trưởng, và từ năm 1944-1945 là Quyền Tổng tham mưu trưởng. Ông cũng là Phó chủ tịch Ủy ban Quân sự Trung ương.
Sau khi chiến tranh chấm dứt, Trình đứng về phe chủ trương hòa giải trong Quốc dân đảng. Năm 1947, ông được bầu vào Lập pháp viện (trong cuộc bầu cử đầu tiên sau 14 năm) và tranh cử chức Phó tổng thống Trung Hoa Dân Quốc vào tháng 3 năm 1948, thua sát nút trước Lý Tông Nhân, được Tưởng Giới Thạch ủng hộ. Sau đó, ông lại được bổ nhiệm làm Chủ tịch tỉnh Hồ Nam.

### Trong Cộng hòa Nhân dân Trung Hoa
Trước cục diện Đảng Cộng sản Trung Quốc liên tiếp thắng lợi, Tưởng Giới Thạch từ chức vào tháng 1 năm 1949; sau khi hòa đàm tan vỡ vào tháng 4, quân cộng sản vượt sông Dương Tử. Đầu tháng 8, Trình Tiềm quyết định đầu hàng, và Quân Giải phóng Nhân dân Trung Quốc hòa bình tiếp quản Trường Sa.
Dù Chính phủ Quốc dân đảng phát lệnh bắt giữ Trình, ông đến được Bắc Kinh an toàn và tham dự Hội nghị lần thứ nhất Hội nghị Hiệp thương Chính trị Nhân dân Trung Quốc. Chính phủ Nhân dân Trung ương nước Cộng hòa Nhân dân Trung Hoa bổ nhiệm ông làm Phó chủ tịch Ủy ban Quân sự Cách mạng Nhân dân và Phó chủ tịch Ủy ban Quân chính Tây Nam, phụ trách ngăn chặn lũ lụt. Ông cũng là một phó chủ tịch Ủy ban Cách mạng Quốc dân đảng.
Trong những năm sau, ông được bầu làm Chủ tịch Chính phủ Nhân dân tỉnh Hồ Nam (tương đương với Tỉnh trưởng Chính phủ Nhân dân tỉnh Hồ Nam) dù không phải cộng sản vào năm 1952, và Phó chủ tịch Ủy ban Thường vụ Hội nghị Nhân dân Toàn quốc từ năm 1954 tới khi mất.
Trong Cách mạng Văn hóa, Trình Tiềm là một trong những nhân vật phi cộng sản được Mao Trạch Đông và Chu Ân Lai bảo vệ. Nhưng ông vẫn bị cách chức tại Hồ Nam sau khi một ủy ban cách mạng do Lý Nguyên làm chủ tịch được thành lập. Ông mất tại Bắc Kinh ngày 15 tháng 4 năm 1968, thọ 86 tuổi.